# العوامر وبني برزة
قرية العوامر وبني برزة هي إحدى القرى التابعة لمركز أبو تشت في محافظة قنا في جمهورية مصر العربية. حسب إحصاءات سنة 2006، بلغ إجمالي السكان في العوامر وبني برزة 9832 نسمة، منهم 4765 رجل و5067 امرأة.